# Papier toilette
Pour l'épisode de la série télévisée, voir Papier toilette (South Park).
Le papier toilette (Europe), papier de toilette (Amérique du Nord) ou papier hygiénique est un papier qui sert à nettoyer l'anus ou le méat urétral, le plus souvent après avoir déféqué et/ou uriné.
Il est souvent conditionné en rouleaux, et dispensé grâce à un distributeur ou porte-rouleau installé dans les toilettes.
Il est également appelé vulgairement « papier cul », désignation abrégée en « PQ » en Europe (sur cette base, des blagues lient cette orthographe atypique et argotique au papier quadrillé). 

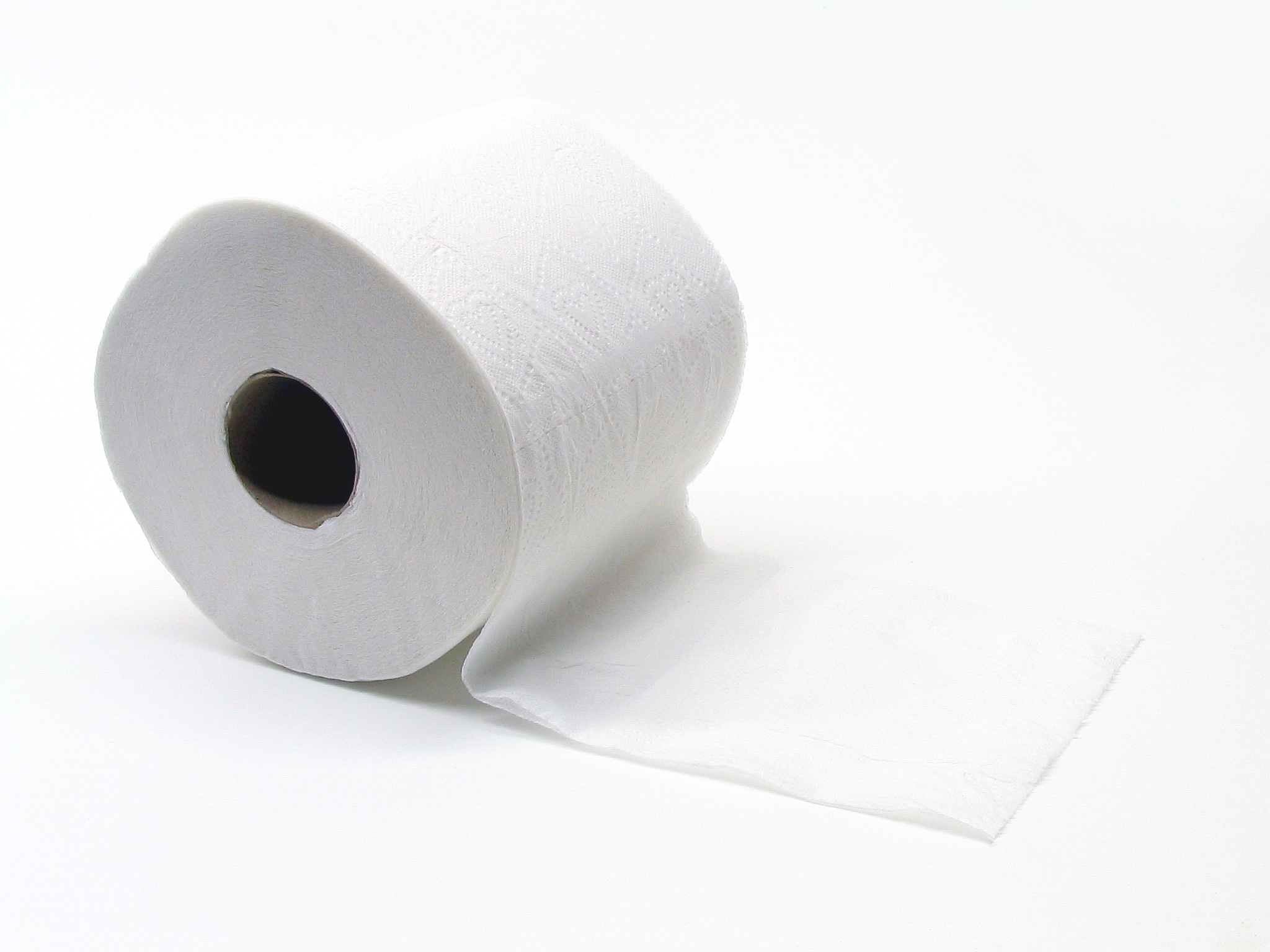
Un rouleau de papier toilette.

## Historique

### Dans le monde

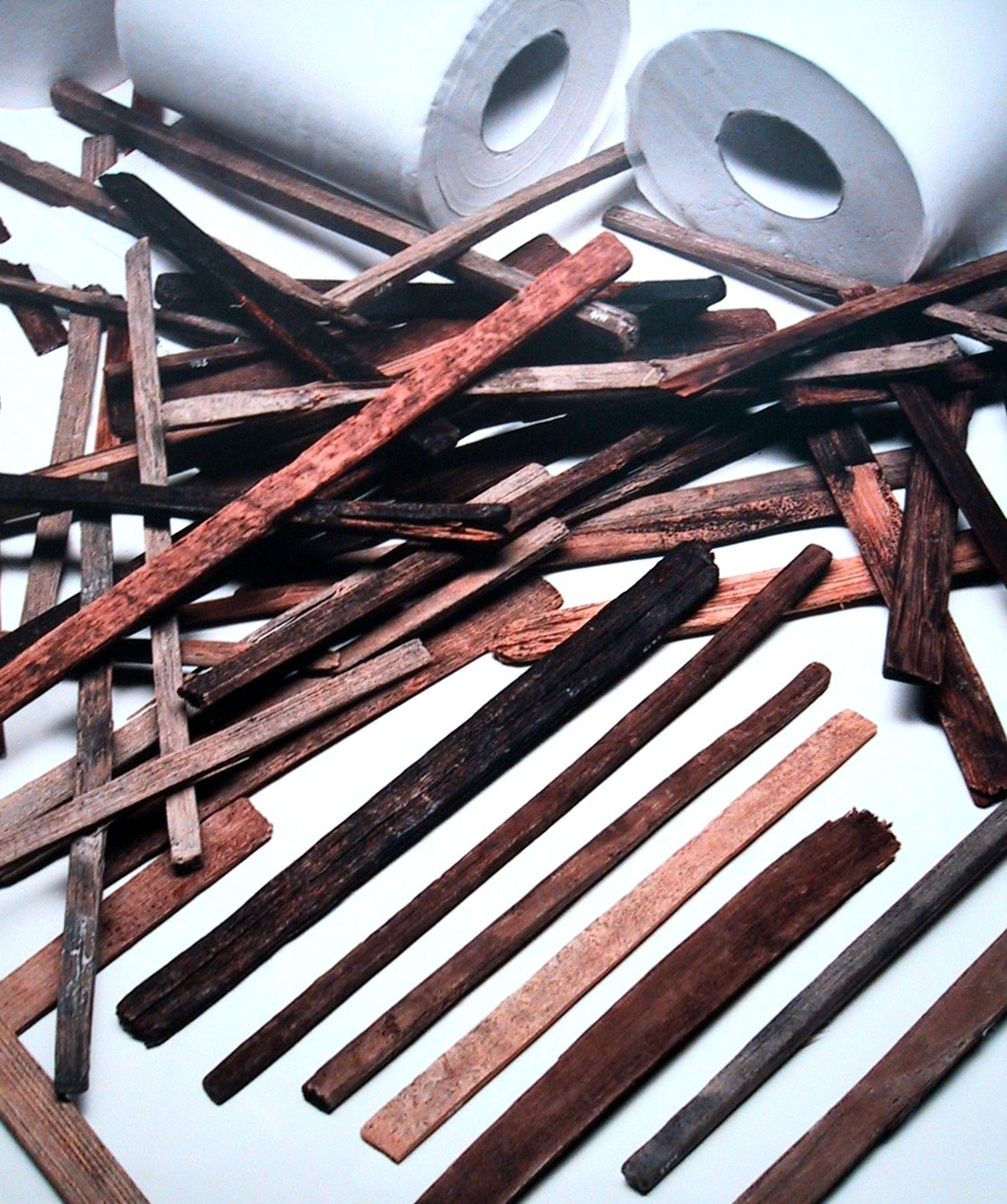
Instruments de nettoyage anal connus comme le Chuugi de la période Nara (710 à 784) au Japon. Les rouleaux modernes en arrière-plan sont présents pour la comparaison de taille.

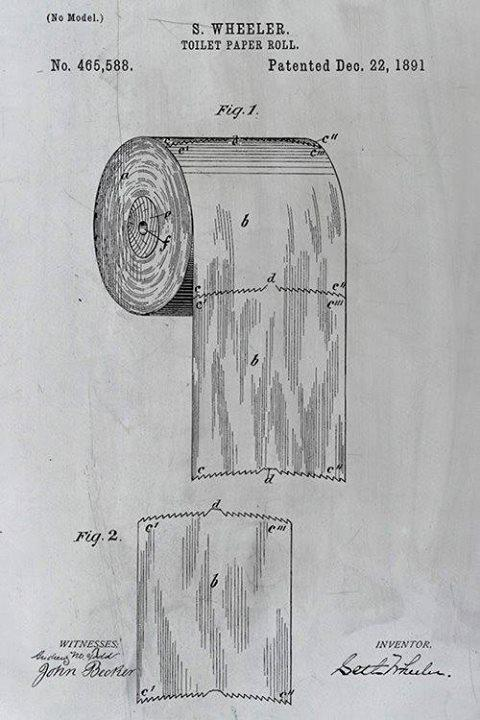
Illustration du brevet d'invention du rouleau de papier toilette perforé.

Les premiers papiers toilette ont été fabriqués en Chine au IIe siècle av. J.-C..
Dans la Grèce et la Rome antiques, on a recours dans les latrines à un accessoire constitué d'une éponge ou d'un linge fixé à un bâton et appelé en latin tersorium (dérivé du verbe tergere « nettoyer »). Selon certains, on l'emploie seulement pour l'entretien des toilettes. Selon d'autres, on les utilise pour se nettoyer soi-même ; après usage, ces éponges sont rincées et replacées dans un seau rempli d'eau salée ou vinaigrée. Une autre technique pour se nettoyer le postérieur consiste à employer des fragments de céramique ovales ou circulaires appelés pessoi (pluriel de pessos, « caillou »), comme l'attestent les « fouilles de nettoyage » archéologiques qui révèlent dans les latrines des tessons de poterie recouverts de résidus stercoraux. Selon Aristophane : « Trois pierres peuvent suffire pour se torcher le cul si elles sont raboteuses. Polies, il en faut quatre. ».
Durant l'époque de Nara, au VIIIe siècle, les usagers des toilettes japonaises se munissent de chūgi (en), bâtons en bois de 20 à 25 cm de longueur servant à nettoyer le canal anal aussi bien interne qu'externe. À la même époque, les autres civilisations n'utilisent pas de papier toilette, le Japon et la Chine gardant le secret de fabrication de ce matériau. Le nettoyage de la région anale après la selle s'effectue, selon les pays, les climats et les coutumes, avec de l'eau (au moyen, par exemple, d'un bidet), des pierres, divers végétaux (feuilles, herbes, épis de maïs), des fourrures d'animaux, des bâtons, de la neige, des coquillages, des tissus à base de laine, de dentelle ou du chanvre, voire à l'aide de la main.
Certains chercheurs suggèrent que les pessoi peuvent être utilisés comme ostraca, les fèces imprégnant le nom de la personne ostracisée .
Les tessons retaillés à cet effet peuvent se déliter en de petits fragments susceptibles d'entraîner une irritation locale, des lésions de la peau ou des muqueuses, voire des hémorroïdes externes.
L'utilisation d'eau pour se nettoyer est fréquente en Asie du Sud-Est, en Inde et dans les pays musulmans, où les gens utilisent la main gauche (impure) pour se nettoyer avec de l'eau et la main droite (pure) pour saluer et manger.
Le papier toilette apparaît pour la première fois en Chine à la cour impériale au XIVe siècle.
En 1857, aux États-Unis, Joseph Gayetty est le premier à fabriquer industriellement et sous une marque du papier pour des besoins hygiéniques (nom : Gayetty's Medicated Paper). Des paquets de 500 feuilles imbibées d'extraits de feuilles d'aloès pour prévenir les irritations cutanées ou les hémorroïdes et marquées à son nom sont mis en vente. Pas plus que ceux des frères Edouard, Clarence et Thomas Scott (Philadelphie, 1867), ils ne rencontrent de succès commercial. Pour le commun des mortels, il s'agissait d'un caprice de riches pour lequel ils n'étaient pas disposés à payer pour un produit alors qu'ils utilisaient gratuitement le papier de leur journal quotidien de la veille…
C'est alors qu'intervient l'inventeur Seth Wheeler (1838-1925), fils d'un important fabricant de machines agricoles, la Wheeler, Melick & Co ,établie à Albany. Au sein de l'entreprise familiale, il fait preuve d'une aptitude exceptionnelle à améliorer les modèles existants et à concevoir de nouveaux équipements agricoles.
Dès 1871, il obtient un brevet pour une machine à papier d'emballage perforé en rouleaux imprimables qui pouvait également servir à fabriquer du papier toilette au même format. Avant l'apparition du sac, la plupart des denrées étaient conditionnées dans du papier kraft.
Dans la foulée, il fonde l'Albany Perforated Wrapping Paper Company (APW, 1874, 1877) qui connaît un succès fulgurant. Les grands rouleaux de papier kraft étaient montés sur un support à lame de fonte pour le découper. Plus d'une centaine d'usines les fabriquent désormais sous licence à travers les Etats-Unis avant l'ouverture de succursales au Canada et en Europe. 
Après la mise au point du rouleau de papier toilette perforé, Wheeler invente un porte-papier en fonte pour rouleaux ronds. Il s'agit une plaque moulée avec une main à chaque extrémité enserrant un tube de bois et de fil de fer traversant le tube central du rouleau.  Avant  l'invention de la perforation, les feuilles se déchiraient à la main au prix d'un gaspillage de papier. 
Pratiquant l'intégration verticale de la production, l'APW Paper Co. achète ensuite la Sheet Harbour Lumber Company et plus de 40.000 ha en Nouvelle-Ecosse pour y planter des arbres destinés à la fabrication de pâte à papier (1922).  Elle l'a revendu plus tard à la Scott Paper Company qui s'était finalement lancée dans la fabrication de rouleaux de papier toilette perforé (> 1890).  Cette marque est toujours commercialisée de nos jours. 
À partir de 1935, l'entreprise Northern Tissue parvient à ne plus avoir d'échardes sur le produit fini, preuve s'il en est de la piètre qualité du papier d'origine. Le premier papier toilette double épaisseur est, quant à lui, commercialisé par St. Andrew's Paper Mill, en Angleterre, en 1942.

### En France

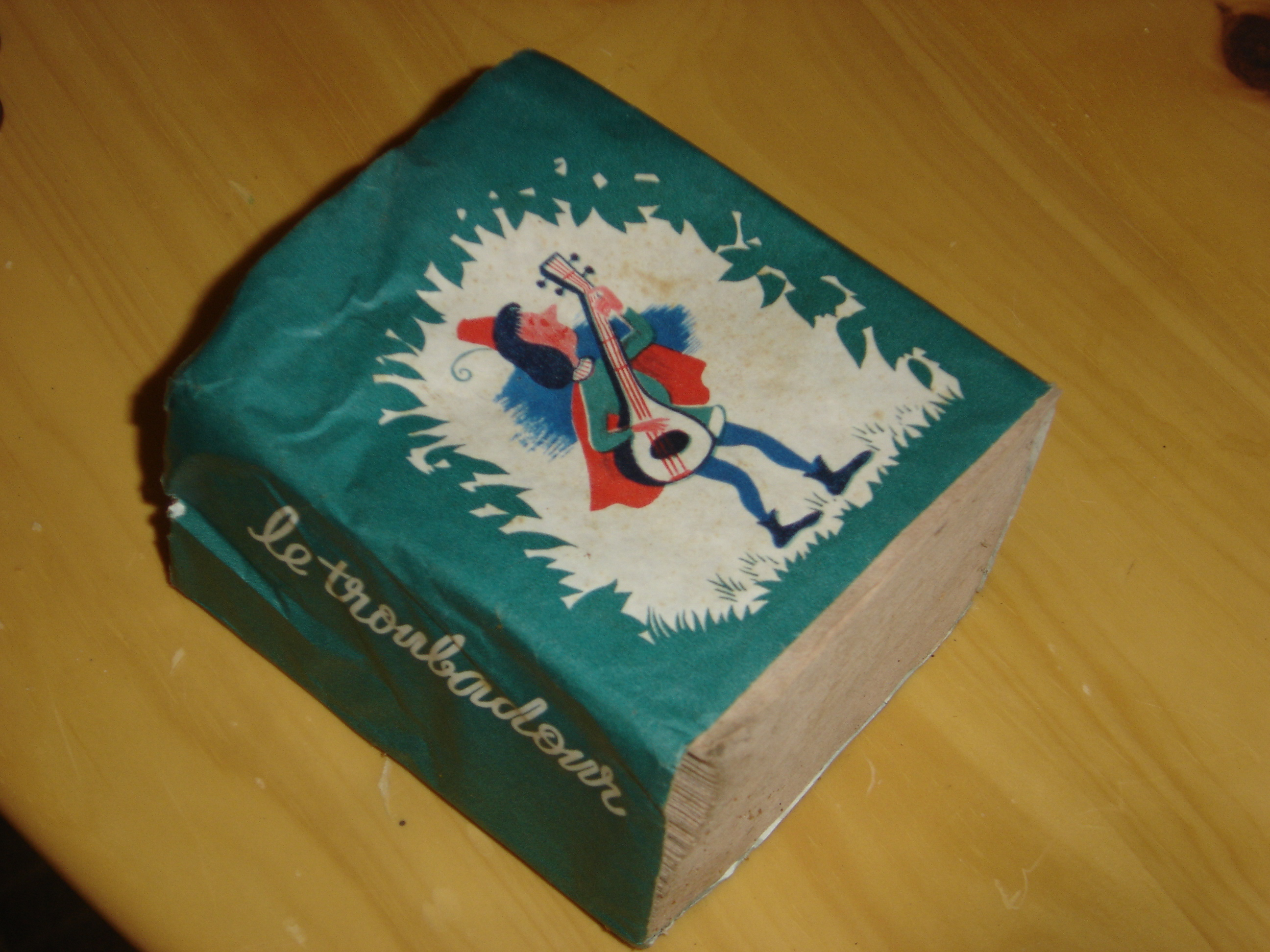
Papier hygiénique des années 1960, en paquet de feuilles.

Introduit en France au début du XXe siècle, le papier toilette est longtemps considéré comme un produit de luxe. Son utilisation ne se généralise que dans les années 1960.
Au XVIe siècle, Rabelais fait état des expériences de son héros Gargantua sur de nombreux procédés, y compris le papier mais
« Tousiours laisse aux couillons esmorche

Qui son hord cul de papier torche ».
Il arrive à la conclusion « qu’il n’y a tel torchecul que d’un oyson bien dumeté, pourveu qu’on luy tieigne la teste entre les iambes. Et m’en croyez suz mon honeur. Car vous sentez au trou du cul une volupté mirificque, tant par la doulceur d’icelluy dumet, que par la chaleur temperée de l’oizon, laquelle facillement est communicquée au boyau cullier & aultres intestines, iusques à venir à la region du cueur & du cerveau. Et ne pensez poinct que la beatitude des heroes & semidieux qui sont par les champs Elysiens soit en leur Asphodèle ou Ambrosie ou Nectar, comme disent ces vieilles ycy. Elle est selon mon opinion en ce qu’ils se torchent le cul d’un oyzon ».
Au XIXe siècle, dès l'industrialisation du papier, on a recours à l'utilisation du papier journal. Puis, le papier hygiénique dit « bulle-corde lisse », appelé ainsi à cause de sa teinte corde, s'impose progressivement pour constituer l'essentiel du marché de 1950 à 1970. Aujourd'hui, le « bulle-corde lisse » a pratiquement disparu. L'usage du papier « crêpé » se développe à la fin des années 1950. En 1966, Ferdinand Béghin rachète une cartonnerie et a l'idée d'un papier à base d'ouate de cellulose, plus agréable au toucher. Ce nouveau type de papier toilette connaîtra une croissance particulièrement marquée au cours de la décennie 1970-1980. Aujourd'hui, on trouve du papier-toilette décoré de motifs ou de textes, parfumé, en double, triple ou encore quadruple épaisseur. Le marché évolue vers des produits de plus en plus différenciés et les nouvelles technologies visent à accroître en permanence douceur et résistance du produit.

## Le marché du papier toilette
Le marché du papier hygiénique et ménager en Europe représente 8,5 milliards d'euros et représente 26 % de la consommation mondiale. Chaque Européen en utilise en moyenne 13 kilogrammes par année[source insuffisante].
En 2012, il est estimé dans le monde à 45 milliards de dollars américains. La plus forte croissance ces dernières années s'enregistre en Chine et au Brésil[source insuffisante]. De fortes disparités culturelles marquent son usage, comme en Allemagne, où Procter & Gamble a mis sur le marché en 2012 un nouveau produit ayant un format et des couleurs spécifiques.
Un Français consomme en moyenne 71 rouleaux de papier toilette par an, un Anglais 127, un Allemand 134[source insuffisante].

## Évolution du marché en France
Si le produit est connu en France depuis le début du XXe siècle, le marché du papier toilette ne démarre vraiment en France qu'à la fin de la Seconde Guerre mondiale en détrônant l'utilisation du papier journal. Le papier toilette connaît ensuite une utilisation croissante pendant un demi-siècle.
Aujourd'hui, ce marché devenu mature, en raison de la présence du papier toilette dans la totalité des foyers, poursuit une croissance plus modeste mais régulière. En 2014, il représente 786 millions d'euros en France.

## Dispositifs

### Orientation du rouleau
Distribué horizontalement dans un support mural, le papier en rouleau peut être placé de deux différentes façons : l'orientation par-dessus (brin libre à l'opposé du mur) ou l'orientation par-dessous (brin libre contre le mur), selon les goûts. L'orientation « par-dessus » est celle généralement retenue par les fabricants et les spécialistes.

### Jumbo
Dans les collectivités, on utilise souvent les formats Mini Jumbo et Maxi Jumbo qui se présentent en gros rouleaux, ou bobines, nécessitant des distributeurs spéciaux de grande taille.

## Différents types de papiers toilette
Le papier toilette existe en plusieurs épaisseurs. Certains fabricants proposent des papiers de couleur à des prix élevés.
|                          |
| Papier gaufré et coloré. |

|                |
| Papier gaufré. |

|                           |
| Papier imprimé de motifs. |

|                                  |
| Papier à motifs billets de 50 €. |

|                                                     |
| Papier crêpe en matière de faible qualité/recyclée. |

## Erreurs de graphie
Beaucoup de personnes n'écrivent pas « papier toilette », mais plutôt « papier toilettes », pensant que, plutôt que de servir à la toilette, il est dispensé aux toilettes. Cette graphie erronée ne repose sur la définition d'aucun dictionnaire.

## Impact sur l'environnement et la santé

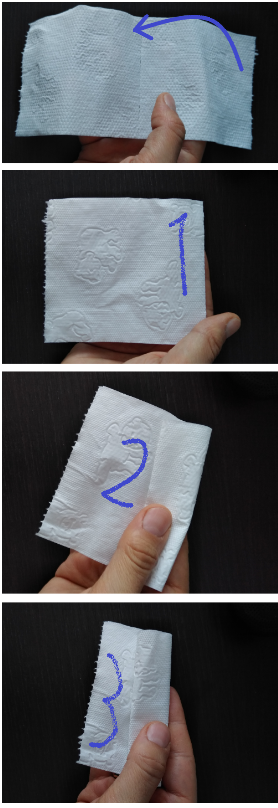
Usage écologique

Le WWF dénonce l'usage abusif de papier toilette issu directement de fibres vierges et préconise pour sa fabrication l'utilisation de papier recyclé. Chaque jour, l'équivalent de 27 000 arbres serait utilisé pour fabriquer du papier hygiénique ou ménager. Le WWF ne précise néanmoins pas dans quelles proportions ces fibres proviendraient de déchets de l'industrie du bois, difficilement exploitables pour un autre usage.
De plus, le papier toilette jeté dans les canalisations augmente le taux de matières organiques à traiter dans les stations d'épuration, et implique en cela l'utilisation de davantage de produits chimiques[Source?].
Ce problème est encore aggravé par les fabricants qui proposent un tube de papier toilette soluble dans l'eau, encourageant les utilisateurs à jeter le tube dans la cuvette. Certaines marques proposent un rouleau sans tube central.
Considérant que 90 rouleaux de 200 feuilles de papier toilette pèsent 6 kg et que 1 kg de papier nécessite 500 litres d'eau, un rouleau de papier toilette nécessite donc 33 litres d'eau (={\displaystyle 6*500/90}). Si on considère 10 feuilles par commission, soit 1/20e de rouleau on arrive à 1,65 litre par commission si on utilise du papier toilette. À noter que si le rinçage à l'eau qui consomme environ 0,6 litre d’eau par minute se termine par un séchage au papier toilette ou avec une lingette ou serviette réutilisable qu'il a fallu produire et qu'il faut ensuite laver, le gain n'est pas évident.
En 2023, suite à la publication d'une étude scientifique sur les eaux usées de plusieurs grandes villes du monde, le papier toilette est pointé du doigt pour sa composition contenant des substances nocives pour la santé humaine. Dès lors, la question de sa disparition à terme s'est posée.

## Les solutions différentes
On estime que 70 % de la population mondiale se rince à l'eau et n'utilise pas de papier toilette.
Le jet d'eau pressurisé est notamment employé dans la plupart des pays musulmans et d'Asie du Sud-Est comme en Indonésie, en Malaisie, aux Philippines et en Thaïlande, où il est généralement considéré comme étant plus hygiénique que le papier toilette. Ce jet d'eau est la version moderne d'une manière plus traditionnelle de procéder consistant à se laver la région anale en tenant d'une main une cruche ou une bouteille d'eau et en utilisant l'autre main pour le nettoyage, plus précisément l'extrémité des doigts. La douchette suivant un tel principe se diffuse aussi dans des pays occidentaux et européens, où elle présente des avantages en tant que solution pour complément ou remplacement.
Au Japon, les toilettes (privées et publiques) disposent de jet d'eau et de séchoir dirigés depuis un « tableau de bord », mais aussi de diffuseurs de musique pour couvrir les bruits, avec très souvent d'autres options technologiques qui paraissent souvent impressionnantes pour les étrangers, voire déroutantes.
En France, l'invention du bidet a permis parfois un changement des pratiques.
De nouvelles solutions qui pourraient être plus écologiques voient peu à peu le jour comme l'utilisation de lingettes (industrielles ou fait-maison) lavables afin de supprimer l'usage du papier toilette. Une fois utilisées, il est souvent conseillé de laver ces lingettes avec de l'eau chauffée à 60 °C , impliquant une certaine consommation d'énergie et d'eau. Selon la fréquence des passages aux toilettes et la tolérance de l'utilisateur, le nombre de lingettes varie. Certains témoignages évoquent un besoin d'environ 50 lingettes pour un peu plus d'une semaine.